# FTP
FTP (forkortelse for File Transfer Protocol) er en klient-server- protokol der bruges til at overføre filer mellem to computere. På værtsmaskinen skal der være installeret en FTP-server, og på den tilsluttende maskine skal der være en FTP-klient. Tekstfiler behandles specielt idet linjeskift oversættes alt efter hvad der er normen på klienten og serveren. Med simple FTP-klienter skal brugeren selv styre om en fil skal opfattes som tekst eller ej, men de fleste programmer kan lave et fornuftigt gæt. Protokollen er beskrevet i RFC 354.
FTP bruges blandt andet til at lægge nye websteder ud på en webserver, hente programmer og andre filer fra en kilde på internettet.
Mange steder, hvor filer kan hentes på internettet, tillader adgang via anonym FTP.
I lighed med flere af de tidlige internetprotokoller er der ikke tænkt på sikkerhed, idet brugernavn og adgangskode sendes over netværket i klar tekst, altså ukrypteret. Sikkerhedsmæssigt og også netværksmæssigt kan FTP være besværlig. Almindeligvis fungerer FTP på den måde, at man "bestiller" hentning af en fil hvorefter FTP-serveren etablerer en forbindelse til klientmaskinen. Set fra en firewalls synspunkt kommer der således et helt uafhængigt forsøg på at etablere en forbindelse, og det vil normalt blive afvist. Alternativt kan man bruge passiv FTP, hvor klientcomputeren etablerer den forbindelse, som filen sendes over.

## Anonym FTP
I computerterminologi bruges betegnelsen anonym FTP for et system (en FTP server) til at hente og lægge filer på andre maskiner uden at skulle bruge en på forhånd kendt adgangskode. Logger man på en FTP server der tillader anonym adgang vil man som bruger ID skulle bruge navnet "anonymous", som password forventes det at man indtaster sin email adresse.
FTP servere der tillader anonym adgang bruges eksempelvis ofte til distribution af Open Source software idet en FTP klient kan sættes til automatisk at hente filerne (der ofte er ret store).

## Historie
FTP er fra 1972 og dermed en af de ældste protokoller, der stadig bruges på internettet.